# Karina Banda
Karina Banda (Salamanca, Guanajuato, 21 de agosto de 1988) es una presentadora, comunicadora y empresaria mexicana. Su trabajo de reportería para el programa estadounidense de entretenimiento El gordo y la flaca le valió varios reconocimientos en los Premios Daytime Emmy.

## Biografía
Banda nació en Salamanca, Guanajuato el 21 de agosto de 1988 y se crio en Monterrey, Nuevo León. Empezó a trabajar como locutora de radio en esa ciudad desde su adolescencia, y estudió la carrera de Comunicación Social en la Universidad Autónoma de Nuevo León. Tras oficiar como conductora del noticiero Televisa Monterrey, viajó a los Estados Unidos para trabajar como presentadora, conductora y reportera en algunos espacios de la cadena Univision como Sal y pimienta y El gordo y la flaca.
En 2018 condujo el programa República Mundialista con Alan Tacher y Danilo Carrera para Univision, cubriendo los pormenores del Mundial de Fútbol Rusia 2018. Tres años después presentó el programa de telerrealidad Enamorándonos, y en 2023 condujo junto con Roberto Palazuelos el programa Hotel VIP, la versión mexicana del show argentino El hotel de los famosos. El mismo año se anunció que conduciría junto a Carlos Ponce Enamorándonos: La Isla, una nueva versión de Enamorándonos.
En octubre del mismo año participó como presentadora en un nuevo programa de entretenimiento del servicio de streaming Vix llamado Dímelo ya, acompañada de Clarissa Molina y Jorge Bernal.
Paralelo a su trabajo en los medios, Banda administra una boutique en línea.

## Vida personal
Banda se casó con el actor y presentador puertorriqueño Carlos Ponce el 30 de julio de 2020 en una ceremonia civil realizada en Florida. El 4 de junio de 2022 se casaron nuevamente, esta vez en una ceremonia religiosa en Valle de Bravo, México.

## Filmografía destacada

### Televisión
| Año       | Programa                     | Rol          | Ref.   |
| --------- | ---------------------------- | ------------ | ------ |
| 2016      | Sal y pimienta               | Presentadora | [ 5 ]  |
| 2017-2021 | El gordo y la flaca          | Reportera    | [ 16 ] |
| 2018      | República Mundialista: Rusia | Presentadora | [ 6 ]  |
| 2021      | Enamorándonos                | Presentadora | [ 4 ]  |
| 2023      | Hotel VIP                    | Presentadora | [ 4 ]  |
| 2023      | Enamorándonos: La Isla       | Presentadora | [ 10 ] |
| 2023      | Dímelo ya                    | Presentadora | [ 12 ] |